# 시가리요

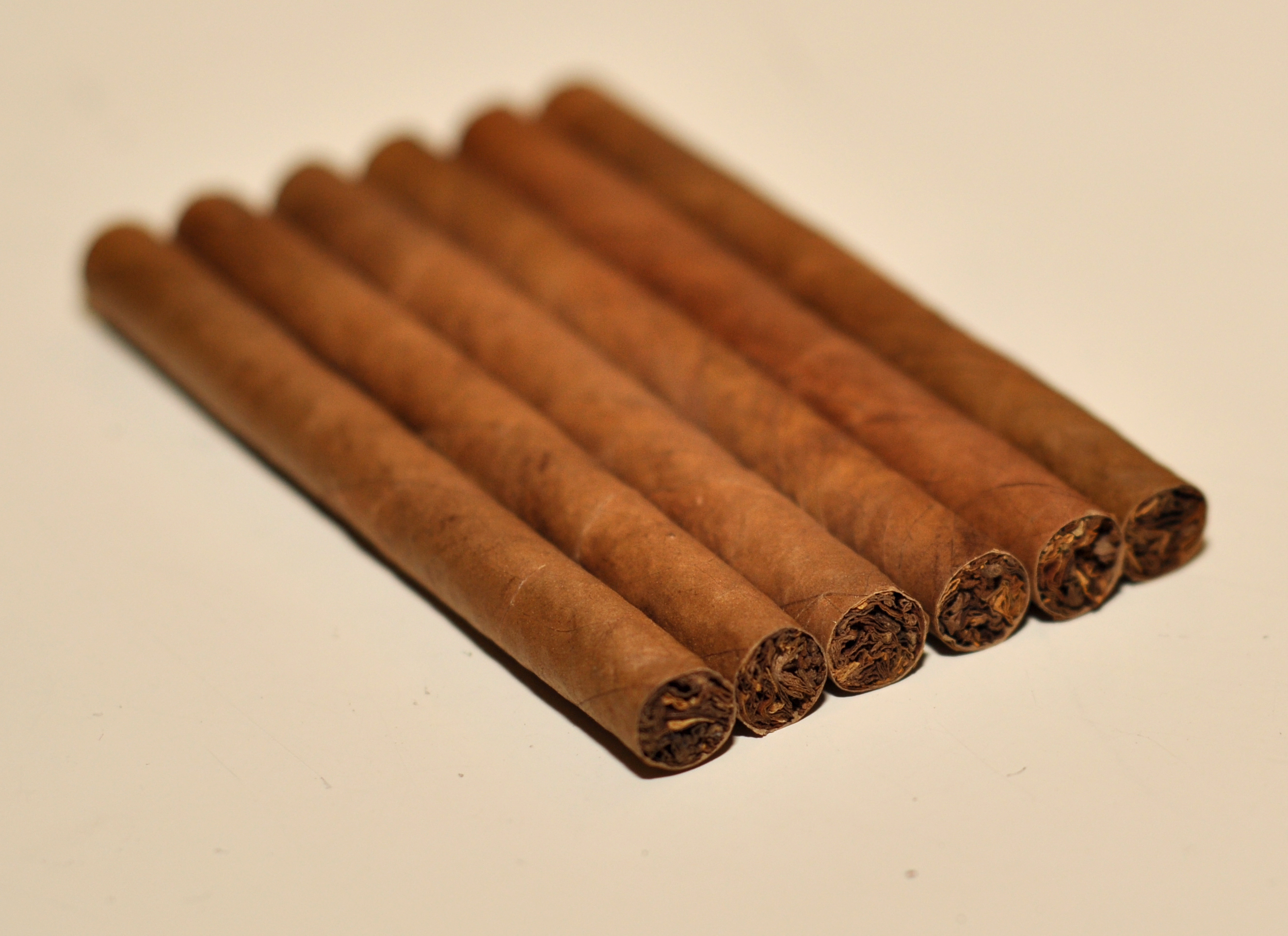

시가리요(스페인어: cigarrillo [siɣaˈriʝo][*])는 시가를 궐련처럼 작게 만든 것이다. 궐련과 달리 종이 대신 담뱃잎으로 겉을 싸며, 시가보다 작지만 아무래도 궐련보다는 여전히 굵다.

## 같이 보기
- 엽궐련
- 궐련

## 참고 문헌
- Johnston, Abraham, Robinson; Edwards, Marcellus, Ball; Ferguson, Philip, Gooch. (1936) Marching with the Army of the West 1846-1848. Edited by Ralph P. Bieber. The Arthur H. Clark Company, Glendale, California.